# Горлица острова Сокорро
Горлица острова Сокорро (лат. Zenaida graysoni)— исчезающий вид птиц из семейства голубиных, обитавший исключительно на тихоокеанском острове Сокорро, расположенном к западу от Мексики. После того, как на острове была устроена военная база, популяция этих крайне доверчивых птиц сильно сократилась в 1960-е годы из-за завезённых одичавших кошек и охоты. На воле птицу в последний раз наблюдали в 1972 году, с тех пор она считается вымершей на воле. Видовое латинское название дано в честь американского орнитолога Эндрю Грейсона (1819–1869).

## Описание
Горлица достигает длины от 20 до 25 см. Оперение от рыжего до коричневого цвета. Клюв короткий и тонкий, красноватого цвета, на конце тёмный. Половой диморфизм выражен очень незначительно. У самцов лишь несколько более блестящее оперение чем у самок. Голубь первоначально заселял, вероятно парами, очень разные биотопы, как леса, так и побережье.

## Питание
Горлица питается семенами и фруктами, зеленью и мелкими насекомыми.

## Разведение
В США и Германии выжили около 100 птиц, так что удалось целенаправленным разведением в зоопарках и зоологических садах сохранить вид, по меньшей мере, в неволе. Книга разведения в рамках Европейской программы разведения исчезающих видов животных для горлицы Сокорро ведётся в зоопарке Франкфурта. Разведение вызывает ряд проблем. Многие из выращенных частными держателями горлиц — это случайно скрещенные с плачущей горлицей гибриды. Это является следствием того, что горлица до начала 1980-х годов считалась подвидом плачущей горлицы. Дальнейшей проблемой является высокий уровень агрессии самцов. Пары в течение зимы должны содержаться отдельно друг от друга, если пары соединить, самец очень агрессивно начинает преследовать самку. Общее содержание принципиально возможно только с меньшими птицами других семейств. Известен случай, когда горлицы убили даже красную розеллу. Выраженное агрессивное поведение, возможно, является причиной, почему горлица смогла развиваться как самостоятельный вид и предотвратить заселение острова плачущей горлицей. Остров был успешно заселён плачущей горлицей через 16 лет после вымирания этого вида.

## Повторное заселение
Возвращение горлицы возможно, при условии истребления одичавших кошек. К тому же на острове Сокорро были сооружены вольеры, чтобы поселить там под защитой первые группы птиц.